# Chersotis columbina
Chersotis columbina là một loài bướm đêm trong họ Noctuidae.